# Dima Bashar
Dima Bashar (arabisch ديمة بشار, DMG Dīma Baššār; geboren am 10. Oktober 2000 in Nablus, Westjordanland) ist eine palästinensische Sängerin, ehemalige Kinderdarstellerin und Moderatorin.

## Leben
Dima Bashar wurde in Nablus, im vom Israel besetzten Westjordanland geboren, zog mit ihrer Familie jedoch später nach Jordanien. 2008 schlossen sich Bashar und ihr älterer Bruder Muhammad dem neu gegründeten Kinder-Fernsehsender Toyor al-Janah an, wo sie als Sänger und öffentliche Gesichter des Senders große Erfolge und Bekanntheit erlangten, hier moderierte Dima Bashar auch Sendungen. Ende 2013 wechselten beide Geschwister jedoch zum Ensemble des neuen konkurrierenden Kinder-TV-Kanals Noon Satellite (نون الفضائية). In der Zeit vor dem Wechsel begann Dima Bashar den Hidschab zu tragen.
Seit 2017 scheint sich Bashar aus der Öffentlichkeit zurückgezogen zu haben. Ihr letzter Eintrag auf Instagram, wo sie über eine Million Follower hat, stammt aus dem August 2017.

## Kontroversen
Im Jahr 2010 veröffentlichte Bashars damaliger Arbeitgeber Toyor al-Janah das Musikvideo Wenn wir als Märtyrer sterben (لما نستشهد بنروح الجنة), mit Dima Bashar und ihrem Bruder als Hauptsängern. Im Text wurde der Nahostkonflikt aus Sicht der Palästinenser thematisiert, wobei die teilnehmenden Kindersänger unter anderem „Wenn wir den Märtyrertod erleiden, kommen wir in den Himmel“ und „Es gibt keine Kindheit ohne Palästina“ sangen sowie in einem Bittgebet: „Oh Gott, gewähre dem Islam und den Muslimen den Sieg. Oh Gott, hilf den Kindern Palästinas.“ Dabei wurden gleichsam Kampfszenen mit als israelische Soldaten verkleideten Kindern dargestellt, die am Ende erschossen werden, nachdem sie zuvor palästinensische Kinder erschossen hatten. Das Lied wurde millionenfach gesehen und sorgte sowohl in Israel als auch in der arabischen Welt für Schlagzeilen. Die saudische Journalistin Fawzia Nasir al-Na'im kritisierte das Video scharf und sprach von einer Indoktrination von Kindern. Das Video ist auf dem YouTube-Kanal von Toyor al-Janah nicht mehr zu finden, doch existieren Kopien auf YouTube.